# The Stars Look Down
The Stars Look Down är en låt av den kanadensiska progrockbandet Rush. Låten återfinns på albumet Vapor Trails, släppt den 14 maj 2002.
Låtens titel, "The Stars Look Down", kommer från titeln på en roman av A. J. Cronin, men trummisen Neil Peart (som valde titeln och skrev texten) har sagt att han inte har läst den. Anledningen till att han valde titeln var för att den "seemed to express a fitting view of an uncaring universe".
Rush spelade aldrig "The Stars Look Down" live.